# Meconopsis sinomaculata
Meconopsis sinomaculata är en vallmoväxtart som beskrevs av Grey-wilson. Meconopsis sinomaculata ingår i släktet bergvallmor, och familjen vallmoväxter. Inga underarter finns listade i Catalogue of Life.